# Driver (videojuego)
Driver (lanzado en los Estados Unidos como Driver: You Are the Wheelman, y en Japón como Driver ～潜入！ ーチェイス大作戦～, Driver: Sennyuu! Car Chase Daisakusen) es un videojuego de acción y conducción, y la primera entrega de la serie Driver. Desarrollado por Reflections Interactive y publicado por GT Interactive Software, fue lanzado en PlayStation el 25 de junio de 1999. El jugador asume el papel de un policía llamado Tanner, que se adentra en el mundo criminal. Su tarea es formar una banda internacional que se ocupe del robo de automóviles.
El videojuego también fue lanzado para PC en 1999. Un año después, se lanzó una versión para el dispositivo portátil Game Boy Color. En 2009, Gameloft lanzó el juego para iPhone.
En 1999, el juego recibió el premio Best of E3 Game Critics en la categoría Best Racing. En 2002, ocupó el puesto 12 en el ranking de los 25 mejores juegos de todos los tiempos organizado por IGN.

## Argumento
El jugador asume el papel de un policía llamado Tanner, cuya tarea es ingresar a las filas del grupo criminal. Para ingresar al grupo, Tanner debe someterse a un entrenamiento preparado para él y demostrar que tiene las habilidades adecuadas y que hará bien su trabajo. Después de completarlo, recibe su primera misión en Miami. Después de completar la parte de la historia del juego, Tanner puede moverse por cuatro ciudades detalladas: Nueva York, Miami, San Francisco y Los Ángeles, ubicadas en los Estados Unidos. Una vez que finaliza el juego o se aplican los códigos, se desbloquea la ciudad británica de Newcastle, donde se encuentran los desarrolladores del juego.

## Jugabilidad
El juego ofrece una apariencia tridimensional. Después de completar la misión, se activará la opción de editar una película desde cámaras externas, que muestra las actividades durante la misión. Aparte del jugador, otros conductores que obedecen las normas de tráfico y tienen inteligencia artificial conducen por las calles de la ciudad.  Hay un semáforo en funcionamiento en las intersecciones del juego. Todas las calles del juego son rectas y se cruzan. El héroe acepta órdenes de gánsteres locales. La finalización exitosa de la misión se recompensa con la repetición de la acción. Mientras conduce, la pantalla muestra dos indicadores: Damage, que es responsable del daño al automóvil, y Felony, que muestra cuántos delitos y ofensas ha cometido el jugador. Durante el juego, en la esquina inferior derecha de la pantalla hay un pequeño mapa que muestra la posición actual del jugador y las posiciones de los coches de policía. La gente se mueve por las aceras. Es imposible atropellarlos, ya que siempre lograrán escapar. Durante el juego se reproduce música funk de los 70. Es posible cambiar entre las vistas de la cámara mientras conduce. El juego está disponible en inglés completo (subtítulos en otros idiomas).

### Modos de juego
El juego ofrece los siguientes modos: Undercover (modo historia), Take a ride (recorrer las ciudades disponibles), Pursuit (persecución), Getaway (escapar de la persecución), Cross-Town Checkpoint (conducción puntual a lo largo de la ruta designada), Trail Blazer (contrarreloj con tiempo adicional), Survival (evitando cargas policiales), Dirt Track (evitando los postes en la ruta), Carnage (destruyendo autos en movimiento).
Antes del comienzo de la historia, es decir, el modo Undercover, en el estacionamiento subterráneo, el jugador debe completar nueve tareas en un minuto, que son: Burnout (comenzando con un neumático chirriante), Speed (alcanzando una cierta velocidad), Handbrake (frenando con un freno de mano contra una pared) Reverse 180 (gira el automóvil 180 grados cuando se conduce hacia atrás), Slalom (eslalon entre columnas), Lap (garaje de vueltas), Brake test (frenado fuerte), 360 (rotación de 360 grados), 180 (rotación de 180 grados). En la versión para la consola portátil Game Boy Color, este modo se omitió.

## Ediciones
Driver es el primer juego de la serie con el mismo título producido por Reflections Interactive. El productor de Pete Hawley, el diseñador Martin Edmonson y el guionista Maurice Suckling participaron en el trabajo del juego.
Una versión de demostración del juego estuvo disponible para su descarga el 5 de agosto de 1999. El 30 de septiembre de 1999, GT Interactive lanzó el juego para PC con Windows. La versión para Macintosh del juego fue lanzada el 15 de diciembre de 1999 por MacSoft. La versión de PlayStation fue lanzada el 30 de junio de 1999. El lanzamiento de la computadora de mano Game Boy Color fue del editor Crawfish Interactive en abril de 2000. El 14 de agosto de 2008, el juego fue lanzado en PlayStation Network. El 8 de diciembre de 2009, Gameloft lanzó el juego para iPhone.
La versión para PC del juego se ha relanzado varias veces. En 2000, el juego fue lanzado en la edición Best of. En 2004, se lanzó la versión PC Gamer Presents, y un año después Sold Out y Nowa eXtra Klasyka. El juego también fue relanzado en PlayStation. En 2001, el juego fue lanzado en la edición Best of Infogrames. En el mismo año, se lanzó la versión Greatest Hits. Un año más tarde, se publicó Spike Library #007. En 2004, el juego fue lanzado mediante una compilación con el juego Driver 2.

## iPhone/iPod Touch
En 2009, se lanzó una versión remasterizada del juego en la App Store. Desarrollado y publicado por Gameloft, la trama y la estructura originales se dejaron intactas, pero los gráficos se mejoraron, la música se volvió a hacer y la actuación de voz se volvió a grabar para las cinemáticas.

## Recepción

### Crítica
La versión para computadoras personales fue recibida positivamente por los revisores, alcanzando una media del 79,05% de las valoraciones máximas según el agregador de reseñas GameRankings. Erik Wolpaw de GameSpot elogió su originalidad, guiones y el nivel apropiado de dificultad. Afirmó que comenzar una misión nunca fue frustrante para él, y que el juego era divertido y tenía su propia atmósfera. Mike Morrissey de IGN dijo que los gráficos del juego, a pesar del requisito de una computadora relativamente avanzada, son buenos. Según él, el modelo de conducción y la física también son muy buenos, la música es decente y el sonido está por encima de la media.
Erik Wolpaw de GameSpot criticó los gráficos diciendo que son buenos, pero no se pueden comparar con los gráficos de Midtown Madness. También criticó las texturas de los edificios diciendo que a menudo se ven borrosos y repetidos, la ciudad es torpe, la música no es interesante y el juego carece de un modo multijugador. Mike Morrissey de IGN criticó las escenas que aparecen en el juego. Según él, no son interesantes. Además, los bloques policiales aparecen de la nada y el juego carece de modo multijugador.
El juego para la consola PlayStation fue recibido positivamente por los revisores, alcanzando una media del 87,52% de las valoraciones máximas según el agregador de reseñas GameRankings. Ben Silverman de Game Revolution elogió el realismo y la profundidad del juego, la revolucionaria función de repetición, la excelente física del automóvil, el tráfico y su jugabilidad. Ryan Mac Donald de GameSpot comparó el videojuego con Grand Theft Auto, con la diferencia de que Driver fue creado en tecnología 3D y el jugador no puede dejar el auto. Gráficamente, según él, el juego se ve bien, pero los autos, los objetos y el entorno se ven un poco torpes. Los píxeles también se pueden ver desde la distancia, pero estos elementos se agudizan cuando el jugador comienza a acercarse a ellos. Doug Perry de IGN escribió en una revisión que los desarrolladores del juego hicieron el juego usando toda la potencia de la consola. Según él, la física del juego es fantástica y los gráficos, muy buenos.
Ben Silverman de Game Revolution evaluó negativamente los gráficos. Según él, el juego usa toda la potencia de PlayStation, pero por esta razón hay errores. Ryan Mac Donald de GameSpot declaró que las voces de los personajes del juego son malas. Doug Perry de IGN en su revisión criticó el largo tiempo de carga del juego, errores durante el juego y saltos en la fluidez del juego.
La versión de Game Boy Color para la consola portátil fue la peor recibida por los revisores, entre todas las versiones del juego, alcanzando una media del 75,5% de las puntuaciones máximas según el agregador de reseñas GameRankings. Frank Provo de GameSpot escribió en su reseña que el juego es encomiable por su jugabilidad, efectos visuales y sonido. Craig Harris de IGN elogió el modelo de conducción. Sin embargo, criticó el hecho de que las ciudades sean planas.

### Ventas
Según el sitio web de VGChartz, el 18 de agosto de 2012 se vendieron 6.270.000 copias de Driver para PlayStation, incluidas 3.110.000 en Norteamérica, 2.800.000 en Europa y 20.000 en Japón.

### Premios
| Año  | Premio                        | Categoría   | Nominación |
| ---- | ----------------------------- | ----------- | ---------- |
| 1999 | Best of E3 Game Critics Award | Best Racing | Videojuego |

### Clasificaciones
| Año  | Organización | Clasificación            | Puntuación      |
| ---- | ------------ | ------------------------ | --------------- |
| 2002 | IGN          | Top 25 Games of All Time | Duodécimo lugar |